# سمير البرقاوي
سمير البرقاوي كاتب فلسطيني، ترجع إلى قرية برقة, قرب نابلس.ولد في دولة الكويت في عام 1965 وتعلم في مدارسها حتى المرحلة الثانوية، ورغم اهتماماته الأدبية إلا أنه ذهب للهند حيث حصل هناك على شهادة البكالوريوس في التجارة، ثم عاد للكويت إلى أن غادرها بعد حرب الخليج الثانية، كانت بداية تأثره بكتابة القصة القصيرة بالكاتب ماجد أبو شرار، وبعدها بغسان كنفاني من ناحية أن القاص لابد أن يكون منتميا لمعاناة شعبه وأمته وقضيته، دون الإخلال بالجانب الفني والأدبي لمقتضيات القصة القصيرة واللغة، تعرف في الكويت على الكاتب والروائي «إسماعيل فهد إسماعيل» كتب «سميرالبرقاوي» القصة القصيرة وقد صدرت له مجموعة قصصية بعنوان (ذاكرة الرماد) في الأردن وقد لاقت اهتماما نقديا بارزا، وتحوي المجموعة عدة قصص تتناول الهم العربي من الناحية السياسية والاجتماعية مثل قصص (الحرب والذاكرة) و (دقائق قبل سقوط المشنقة) و (المتنبي والجراد) و (أزمنة الغبار)، كما صدر له في عام 2008 المجموعة القصصية الثانية وهي بعنوان (الدقائق الخمس الأخيرة من عمر الكون)، حيث كتب الناقد المعروف د. محمد عبيدالله في تقديمه للمجموعة (والبرقاوي من هذه المدرسة الكنفانية التي تقرّ بقيمة الفن وشروطه في الكتابة، ولكنها لا تبعد بالأدب عن هموم الناس ومشكلاتهم ولا تدخل في دهاليز الذات وتعاريجها إلا بمقدار ما يضيء هذا الدخول صلة الإنسان بالعالم الراهن ومشكلاته وهمومه.) كما أضاف الناقد (على هذا النحو من الالتزام الجمالي والرؤيوي تبدو لي قصص الصديق سمير البرقاوي الذي ما زال يواصل رحلته في الكتابة القصصية منذ بداية التسعينات بعيدا عن الأضواء ودون أية رغبات في الشهرة أو الظهور، إنه يكتب قصة معافاة من المجاملة، فهو لا يجامل الواقع ولكنه يواجهه وينقده، كما أنه لا يخفي نفسه في دهاليز الذات، ولا يسقط في تلك الميوعة العاطفية التي جللت جانبا واسعا من مشهد الكتابات الجديدة في القصة العربية الراهنة، وهو لا يجد أن الهموم العامة قد اختفت أو أن الكتابة تجاوزتها، وإنما يرى فيها أكبر كنز للكاتب الجديد، وهو محق في كل ذلك).